# Danshi kōkōsei no nichijō
Danshi kōkōsei no nichijō (男子高校生の日常?, Danshi kōkōsei no nichijō, lett. "Vita quotidiana di ragazzi liceali"), conosciuto anche col titolo inglese di Daily Lives of High School Boys, è un manga scritto e disegnato da Yasunobu Yamauchi, pubblicato da Square Enix fra il 21 maggio 2009 e il 27 settembre 2012. L'opera è stata poi adattata in una serie televisiva anime dallo studio Sunrise e successivamente in un live-action.

## Trama
La serie è incentrata sulla vita di tutti i giorni dei tre studenti liceali protagonisti e dei loro amici; scandita da continui siparietti comici ed avventure a volte banali e comuni a volte straordinarie al limite dell'impossibile.

## Personaggi
Tadakuni (タダクニ?, Tadakuni)
Doppiato da: Miyu Irino
Hidenori Tabata (田畑 ヒデノリ?, Tabata Hidenori)
Doppiato da: Tomokazu Sugita
Yoshitake Tanaka (田中 ヨシタケ?, Tanaka Yoshitake)
Doppiato da: Ken'ichi Suzumura

## Manga

### Volumi
| Nº | Giapponese 「Kanji」 - Rōmaji                           | Data di prima pubblicazione          | Data di prima pubblicazione |
| Nº | Giapponese 「Kanji」 - Rōmaji                           | Giapponese                           |                             |
| 1  | 「男子高校生の日常（1）」 - Danshi kōkōsei no nichijō 1 | 22 febbraio 2010 ISBN 978-4757528062 |                             |
| 2  | 「男子高校生の日常（2）」 - Danshi kōkōsei no nichijō 2 | 22 giugno 2010 ISBN 978-4757529052   |                             |
| 3  | 「男子高校生の日常（3）」 - Danshi kōkōsei no nichijō 3 | 22 ottobre 2010 ISBN 978-4757530317  |                             |
| 4  | 「男子高校生の日常（4）」 - Danshi kōkōsei no nichijō 4 | 22 aprile 2011 ISBN 978-4757531994   |                             |
| 5  | 「男子高校生の日常（5）」 - Danshi kōkōsei no nichijō 5 | 22 dicembre 2011 ISBN 978-4757534445 |                             |
| 6  | 「男子高校生の日常（6）」 - Danshi kōkōsei no nichijō 6 | 22 maggio 2012 ISBN 978-4757535930   |                             |
| 7  | 「男子高校生の日常（7）」 - Danshi kōkōsei no nichijō 7 | 22 dicembre 2012 ISBN 978-4757538153 |                             |

## Anime

### Colonna sonora
- Sigla di apertura: Shiny Tale di Mix Speaker's,Inc.
- Sigla di chiusura: 
  -   ( 文学少女 ?,  Bungaku Shōjo ) di ENA
  -   ( おひさま ?, Ohisama) di Amesaki Annainin

### Episodi
| Nº             | Giapponese 「Kanji」 - Rōmaji | In onda          | In onda |
| Nº             | Giapponese 「Kanji」 - Rōmaji | Giapponese       |         |
| Episodi pilota | |                  |         |
| 1              | 「男子高校生と文学少女」 - Danshi Kōkōsei to Bungaku Shōjo | 3 novembre 2011  |         |
| 2              | 「男子高校生とスカート」 - Danshi Kōkōsei to Sukāto | 10 novembre 2011 |         |
| 3              | 「男子高校生と放課後」 - Danshi Kōkōsei to Hōkago | 17 novembre 2011 |         |
| 4              | 「男子高校生と旅立ちの朝」 - Danshi Kōkōsei to Tabidachi no Asa | 24 novembre 2011 |         |
| 5              | 「男子高校生と凸面鏡少女」 - Danshi Kōkōsei to Totsumenkyō Shōjo | 1º dicembre 2011 |         |
| 6              | 「男子高校生と友情パワー」 - Danshi Kōkōsei to Yūjō Pawā | 8 dicembre 2011  |         |
| 7              | 「男子高校生とラジオDJ」 - Danshi Kōkōsei to Rajio DJ | 15 dicembre 2011 |         |
| 8              | 「男子高校生と通学電車」 - Danshi Kōkōsei to Tsūgaku Densha | 22 dicembre 2011 |         |
| Episodi TV     | |                  |         |
| 1              | 「男子高校生と放課後」 - Danshi kōkōsei to hōkago「男子高校生とスカート」 - Danshi kōkōsei to sukāto「男子高校生と怪談」 - Danshi kōkōsei to kaidan「男子高校生と同伴少女」 - Danshi kōkōsei to dōhan shōjo「男子高校生と文学少女」 - Danshi kōkōsei to bungaku shōjo | 9 gennaio 2012   |         |
| 2              | 「男子高校生と旅立ちの朝」 - Danshi kōkōsei to tabidachi no asa「男子高校生と凸面鏡少女」 - Danshi kōkōsei to totsumenkyō shōjo「男子高校生と友情パワー」 - Danshi kōkōsei to yūjō pawā「男子高校生と文学少女2」 - Danshi kōkōsei to bungaku shōjo 2「男子高校生と伝統行事」 - Danshi kōkōsei to dentō gyōji「男子高校生と少年時代」 - Danshi kōkōsei to shōnen jidai「男子高校生と怪談2」 - Danshi kōkōsei to kaidan 2「お嬢様の日常」 - Ojōsama no nichijō | 16 gennaio 2012  |         |
| 3              | 「男子高校生と夏計画」 - Danshi kōkōsei to natsu keikaku「男子高校生と海の家」 - Danshi kōkōsei to umi no ie「男子高校生と温泉卓球」 - Danshi kōkōsei to onsen takkyū「男子高校生とラジオDJ」 - Danshi kōkōsei to rajio DJ「男子高校生と夏の思い出」 - Danshi kōkōsei to natsu no omoide「男子高校生と通学電車」 - Danshi kōkōsei to tsūgaku densha「女子高生は異常 彼氏と制服」 - Joshikō sei wa ijō kareshi to seifuku | 23 gennaio 2012  |         |
| 4              | 「男子高校生と立ち聞き」 - Danshi kōkōsei to tachigiki「男子高校生と文化祭1」 - Danshi kōkōsei to bunka sai 1「男子高校生と文化祭2」 - Danshi kōkōsei to bunka sai 2「男子高校生と文化祭3」 - Danshi kōkōsei to bunka sai 3「男子高校生と文化祭4」 - Danshi kōkōsei to bunka sai 4「男子高校生と悩み相談」 - Danshi kōkōsei to nayami sōdan「女子高生は異常 滑稽」 - Joshikō sei wa ijō kokkei | 30 gennaio 2012  |         |
| 5              | 「男子高校生とアテレコ」 - Danshi kōkōsei to atereko「男子高校生と年功序列」 - Danshi kōkōsei to nenkōjoretsu「男子高校生と救世主」 - Danshi kōkōsei to kyūseishu「男子高校生と旧友」 - Danshi kōkōsei to kyūyū「男子高校生と偉人伝」 - Danshi kōkōsei to ijin den「男子高校生と文学少女3」 - Danshi kōkōsei to bungaku shōjo 3「女子高生は異常 怨恨」 - Joshikō sei wa ijō enkon | 6 febbraio 2012  |         |
| 6              | 「男子高校生と聖なる夜」 - Danshi kōkōsei to seinaru yoru「男子高校生と新学期」 - Danshi kōkōsei to shin gakki「男子高校生と妹の悩み」 - Danshi kōkōsei to imōto no nayami「男子高校生とりんごちゃんの悩み」 - Danshi kōkōsei to ringo chan no nayami「男子高校生とモトハルの悩み」 - Danshi kōkōsei to motoharu no nayami「男子高校生と必殺シュート」 - Danshi kōkōsei to hissatsu shūto「女子高生は異常 過去」 - Joshikō sei wa ijō kako | 13 febbraio 2012 |         |
| 7              | 「男子高校生と一発芸」 - Danshi kōkōsei to ichi hatsu gei「男子高校生と室内の冒険」 - Danshi kōkōsei to shitsunai no bōken「男子高校生と室内の冒険2」 - Danshi kōkōsei to shitsunai no bōken 2「男子高校生と兄」 - Danshi kōkōsei to ani「男子高校生とありのままの自分」 - Danshi kōkōsei to arinomama no jibun「男子高校生と進路」 - Danshi kōkōsei to shinro「男子高校生とミツオ君」 - Danshi kōkōsei to mitsuo kun「男子高校生とミツオ君2」 - Danshi kōkōsei to mitsuo kun 2「女子高生は異常 女子高生力」 - Joshikō sei wa ijō joshikō sei ryoku                                            | 20 febbraio 2012 |         |
| 8              | 「男子高校生とモトハルの姉」 - Danshi kōkōsei to motoharu no ane「男子高校生とミツオ君の悩み」 - Danshi kōkōsei to mitsuo kun no nayami「男子高校生とマンガ」 - Danshi kōkōsei to manga「男子高校生とベランダ」 - Danshi kōkōsei to beranda「男子高校生とコンビニ」 - Danshi kōkōsei to konbini「男子高校生と塔」 - Danshi kōkōsei to tō「男子高校生とケーキ」 - Danshi kōkōsei to kēki「男子高校生と占い」 - Danshi kōkōsei to uranai「男子高校生と100」 - Danshi kōkōsei to 100「女子高生は異常 ラーメン」 - Joshikō sei wa ijō rāmen「女子高生は異常 スカート」 - Joshikō sei wa ijō sukāto | 27 febbraio 2012 |         |
| 9              | 「男子高校生と兄と姉」 - Danshi kōkōsei to ani to ane「男子高校生とドロップキック」 - Danshi kōkōsei to doroppu kikku「男子高校生と夏の終わり」 - Danshi kōkōsei to natsu no owari「男子高校生とメガネ」 - Danshi kōkōsei to megane「男子高校生と生徒会の日常」 - Danshi kōkōsei to seito kai no nichijō「男子高校生とパンツ」 - Danshi kōkōsei to pantsu「男子高校生と配線」 - Danshi kōkōsei to haisen「女子高生は異常 アークデーモン」 - Joshikō sei wa ijō āku dēmon | 5 marzo 2012     |         |
| 10             | 「男子高校生と限界」 - Danshi kōkōsei to genkai「男子高校生と結果」 - Danshi kōkōsei to kekka「男子高校生と冬」 - Danshi kōkōsei to fuyu「男子高校生と走る」 - Danshi kōkōsei to hashiru「男子高校生と雑煮」 - Danshi kōkōsei to zōni「男子高校生と地面」 - Danshi kōkōsei to jimen「男子高校生と自転車」 - Danshi kōkōsei to jitensha「男子高校生と料理」 - Danshi kōkōsei to ryōri「男子高校生と学校」 - Danshi kōkōsei to gakkō「女子高生は異常 傷痕をつけた女達」 - Joshikō sei wa ijō kizuato o tsuke ta onna tachi                                                                       | 12 marzo 2012    |         |
| 11             | 「男子高校生と父」 - Danshi kōkōsei to chichi「男子高校生と文学少女4」 - Danshi kōkōsei to bungaku shōjo 4「男子高校生と闘争」 - Danshi kōkōsei to tōsō「男子高校生と缶ケリ」 - Danshi kōkōsei to kan keri「男子高校生と雑談」 - Danshi kōkōsei to zatsudan「男子高校生とラブレター」 - Danshi kōkōsei to raburetā「男子高校生と間合い」 - Danshi kōkōsei to maai「男子高校生とイラ」 - Danshi kōkōsei to ira「女子高生は異常 闘争」 - Joshikō sei wa ijō tōsō | 19 marzo 2012    |         |
| 12             | 「女子高生は異常 悪魔」 - Joshikō sei wa ijō akuma「男子高校生と嘘」 - Danshi kōkōsei to uso「男子高校生とUFO」 - Danshi kōkōsei to UFO「男子高校生と店員」 - Danshi kōkōsei to tenin「男子高校生と積極性」 - Danshi kōkōsei to sekkyoku sei「男子高校生と絡まれ」 - Danshi kōkōsei to karamare「男子高校生とフランクフルト」 - Danshi kōkōsei to furankufuruto「男子高校生と…」 - Danshi kōkōsei to...「映画女子高生は異常 アークデーモンvsシルバーデビル 祝♥卒業!!」 - Eiga joshikō sei wa ijō āku dēmon vs shirubā de biru shuku sotsugyō!!                                                 | 26 marzo 2012    |         |

## Live action

### Cast
- Masaki Suda
- Shūhei Nomura
- Ryō Yoshizawa
- Taiga
- Akihiro Kakuta
- Koshiro Higashimukai
- Louis Kurihara
- Eita Okuno
- Jirō Satō
- Anri Okamoto
- Mizuki Yamamoto
- Mio Uema
- Tōko Miura
- Kasumi Yamaya
- Kumiko Shiratori
- Sara Takatsuki
- Yui Koike